# Olivier Caïra
« Caïra » redirige ici. Pour les articles homophones, voir Caillera et Kaïra.
Olivier Caïra, né en 1973, est un sociologue français. 
Ses travaux de recherche portent sur l'industrie du spectacle (notamment littérature, cinéma, jeux) et l'étude des théories de la fiction.

## Biographie
Docteur et agrégé en sciences sociales, Olivier Caïra est chercheur à l'École des hautes études en sciences sociales (EHESS) dans le Groupe de sociologie pragmatique et réflexive. Il est maître de conférences en sciences sociales et géopolitiques à l'IUT d'Evry.
Il a également participé à la création de jeux de société, jeux de rôle et de suppléments pour l'éditeur Les XII Singes.

## Publications

### Essais et articles
- Olivier Caïra, Hollywood face à la censure, CNRS Éditions, 2005, 283 p. (ISBN 978-2-271-06299-4, lire en ligne)
- Olivier Caïra, Jeux de rôle : Les forges de la fiction, Paris, CNRS Éditions, 2007, 311 p. (ISBN 978-2-271-06497-4)
- Olivier Caïra (dir.), Jérôme Larré (dir.) et al., Jouer avec l'histoire, Pinkerton Press, 2009, 160 p. (ISBN 978-2-9533916-0-2), « Nazisme et jeu de rôle »
- Olivier Caïra, Définir la fiction : Du roman au jeu d’échecs, Paris, Éditions de l’EHESS, 2011, 262 p. (ISBN 978-2-7132-2293-1)
- Olivier Caïra, « Jeux vidéo et jeux d'interaction en face-à-face : vers un modèle unifié d'écologie de l'intrigue », Les Cahiers de narratologie, no 27,‎ 2014 (lire en ligne)
- Olivier Caïra, « Passer du scénario à la campagne », dans Mener des parties de jeu de rôle, Lapin Marteau, coll. « Sortir de l'auberge », 2016 (ISBN 978-2-9545811-4-9)
- Olivier Caïra, « Théorie de la fiction et esthétique des jeux », Sciences du jeu, no 6,‎ 12 octobre 2016 (DOI 10.4000/sdj.671, lire en ligne)
- Olivier Caïra, « Les dimensions multiples de l'engagement ludique », Science du jeu, no 10, octobre 2018 (lire en ligne)
- Olivier Caïra, « Jeux de rôle sur table : une création de monde à trois niveaux », Revue de la BNF, vol. 2, no 59,‎ 2019, p. 89-95 (DOI 10.3917/rbnf.059.0089, présentation en ligne)

### Jeux
Jeux de société
- Olive et Tom : Classico, Castelmore (2018)
- Butine !, Bragelonne (2020)

Jeux de rôle
- Olivier Caïra, Franck Plasse et Jérôme Verschueren, Les Compagnons du roi Norgal, Les XII Singes, coll. « Adventure Party », 2010
- Olivier Caïra et Franck Plasse, Cap sur les Caraïbes, Les XII Singes, coll. « Adventure Party », 2011
- Olivier Caïra, Anthony Combrexelle et Franck Plasse, Les Terres perdues, Les XII Singes, coll. « Adventure Party », 2012
- Olivier Caïra, « Les fantômes de l'Opéra », dans 6 Cauchemars contemporains, Les XII Singes, coll. « 6… », 2012
- Olivier Caïra, « Opération Enkidu », dans 6 Trésors Légendaires, Les XII Singes, coll. « 6… », 2012
- Olivier Caïra et Arthur Caïra, Sur la Piste d'El Dorado, Les XII Singes, coll. « Adventure Party », 2013 (ISBN 978-2-918045-49-6)